# 이기인
이기인(李基仁, 1984년 9월 29일~)은 대한민국의 정치인이다. 제7·8대 성남시의회의원, 제11대 경기도의회의원을 지냈으며 개혁신당 수석최고위원을 역임했다.

## 생애
2003년 연세대학교 원주캠퍼스(경영학과)에 입학하여, 아카라카 응원단장과 원주캠퍼스 총학생회장을 지냈다. 새누리당 성남시 분당구 갑 당원협의회 청년위원장과, 분당구 갑을 지역구로 둔 국회의원이었던 이종훈 의원실 근무 경력이 있다.
2014년 제6회 전국동시지방선거에서 새누리당 소속으로 성남시의회의원에 출마해 당선되었으며, 재임 중인 2017년 국정농단 사태로 인해 새누리당을 탈당하고 바른정당에 입당하였다. 2018년 제7회 전국동시지방선거에서 바른미래당 소속으로 성남시의회의원 연임에 성공하였다. 2대에 걸친 성남시의회의원 임기 동안, 더불어민주당 소속 성남시장이었던 이재명·은수미와 대립각을 세우는 등 이른바 ‘이재명 저격수’로서 이름을 알려 왔으며, 이재명이 대통령 후보였던 제20대 대선을 앞두고는 국민의힘 이재명 비리 국민검증특별위원회 위원으로 활동하였다.
2022년 제8회 전국동시지방선거에서는 국민의힘 소속으로 성남시장 출마를 준비하였으나 경선에서 탈락한 후, 경기도의회의원에 도전하여 당선되었다. 이준석이 국민의힘 대표직을 잃은 이후, 2023년에 열린 국민의힘 제3차 전당대회에서 이준석의 지원을 받는 이른바 ‘천아용인’(천하람·허은아·김용태·이기인)의 일원으로 청년최고위원에 도전하였으나 실패하였다. 2023년 12월 국민의힘에서 탈당한 이준석이 창당한 개혁신당에 공동창당준비위원장으로서 합류하였고, 2024년 3월 7일에 2024년 4월 10일에 실시될 대한민국 제22대 국회의원 선거에서 개혁신당 비례대표 후보로 출마하기 위하여 경기도의회에 사직서를 제출했다.

## 경력
- 2006 연세대학교 응원단 단장
- 2008 연세대학교 원주캠퍼스 총학생회장
- 새누리당 성남시 분당구 갑 당원협의회 청년위원장
- 새누리당 이종훈 국회의원실 근무
- 2014. 7.~2018. 7. 제7대 성남시의회 의원
  - 성남시의회 제7대 전반기 성남시의회 의회운영위원회 간사
  - 성남시의회 제7대 전반기 성남시의회 행정기획위원회 위원
  - 성남시의회 제7대 전반기 새누리당협의회 대표단 간사
- 바른미래당 중앙청년위원장
- 바른미래당 혁신위원
- 2018. 7.~2022. 7. 제8대 성남시의회 의원
- 새로운보수당 창당발기인
- 2020. 11.~2021. 11 국민의힘 유승민 제20대 대통령 선거 예비후보 희망22 대변인 겸 게이트 TF 팀원
- 제8회 전국동시지방선거 성남시 시장 예비 후보
- 2022. 7.~2024. 3. 경기도의회 의원
- 2024. 1.~2024. 1. 개혁신당 공동창당준비위원장
- 2024. 1.~2024. 5. 개혁신당 대변인
- 2024. 5.~ 2025. 7. 개혁신당 수석최고위원
- 2025. 4.8.~6.3. 제21대 대통령 선거 개혁신당 이준석 대통령 후보 공동선거대책위원장 겸 유세본부장
- 2025. 8.~ 개혁신당 사무총장

## 역대 선거 결과
|  | 45.82% |

|  | 33.14% |

|  | 61.42% |

|  | 3.61% |